# Батьківщина і свобода
Націоналістичний фронт «Батьківщина і свобода», «Патріа і Лібертад» (ісп. Frente Nacionalista Patria y Libertad, PyL) — чилійська ультраправа організація 1971—1973 років. Дотримувалася  антикомуністичної ідеології революційного націоналізму і «Третього шляху». Мала воєнізовані формування. Вела підпільно-терористичну боротьбу з урядом Сальвадора Альєнде, комуністами і ліворадикалами. Активно сприяла успіху перевороту 11 вересня 1973 року. Розпущена через день після приходу до влади  Аугусто Піночета.

## Боротьба з урядом Альєнде
«Батьківщина і свобода» була заснована на масовому мітингу правих 1 квітня 1971 року. Ініціатором її створення виступив 33-річний юрист Пабло Родрігес. Кадрову основу склала правоорієнтована молодь з середніх прошарків населення, обурена соціалістичною політикою уряду  Сальвадора Альєнде. Користувалася підтримкою дрібної і середньої буржуазії, частини міського люмпену, регіональних спільнот південної частини Чилі.
Головним завданням «Батьківщини і Свободи» було оголошено відсіч  марксистсько-тоталітарним тенденціям «уряду народної єдності». Організація влаштовувала вуличні заворушення, здійснювала диверсії і теракти. Була налагоджена доставка зброї через кордон, встановлені оперативні зв'язку з  військово-морською розвідкою і  ЦРУ США. Головним пропагандистським рупором Pyl була радіостанція Agricultura.
 «Не можу сказати, скільки у нас було збройних груп. Але ми не збираємося цього заперечувати.» 

Пабло Родрігес, лідер «Батьківщини і свободи»  
Ультраправа Pyl була своєрідним віддзеркаленням ультралівого руху MIR, тісно пов'язаного з Кубою, що практикував позаправові насильницькі методи.
 «Я вважаю себе революціонером. Попри все, що думає більшість, „Батьківщина і свобода“ була революційним рухом, націоналістичним, антикомуністичним та антикапіталістичним.» 

Роберто Тіємо, керівник воєнізованої структури «Батьківщина і свобода»  
Найбільш відома акція Pyl — вбивство Артуро Арайя, військово-морського ад'ютанта президента Альєнде. Повної ясності по цій події немає, проте передбачається, що акцію здійснила група бойовиків Pyl на чолі з Роландо Матусом і Гільєрмо Клавері. Pyl вважається причетним до вбивства генерала Рене Шнейдера. Бойовики Родрігеса і Тіємо зробили серію вибухів, диверсій (блокування комунікацій, організація перебоїв в електроживленні і паливному постачанні), нападів і вбивств лівих активістів.
 «Фізичне насильство по відношенню до популярних лідерів „єдності“, ліквідації марксистів, психологічна війна на додаток до нападів на мости і залізні дороги — все це підготувало умови для військових, які зробили свій крок 11 вересня». 

Ернесто Міллер, керівник молодіжного крила «Батьківщина і свобода»  
«Батьківщина і свобода» організує масові антиурядові акції:-  страйк вантажоперевізників і шахтарів, саботаж торговців, протестні марші домогосподарок. На чолі масового страйкового руху стояв активіст Pyl, президент Національної конфедерації власників вантажівок Леон Віларін.
29 червня 1973 «Батьківщина і свобода» підтримала Заколот «танкетасо».

## Співпраця і розбіжності з режимом Піночета
11 вересня 1973 року активісти «Батьківщини та Свободи» надавали активне сприяння військовим путчистам Проте 13 вересня було оголошено про розпуск організації. Формально її завдання вважалися виконаними. Крім того,  хунта генерала Піночета не мала наміру терпіти збройних цивільних союзників з досвідом  терористичного підпілля.
У той же час багато лідерів і активісти Pyl, починаючи з Пабло Родрігеса, були залучені до державного і пропагандистського апарату нового режиму. Деякі бойовики організації (Луїс Пальма Рамірес, Сільвіо Трухільо Міранда, Роберто Фуентес Моррісон та інші) увійшли до складу Comando Conjunto — Об'єднаної команди — зведеної оперативної групи розвідорганів ВВС, ВМФ, карабінерів, поліцейського слідства і цивільних ультраправих, яка здійснила серію викрадень і вбивств комуністичних підпільників.
Діячі «Батьківщини та Свободи» підтримували антикомуністичну політику Піночета. Вони виступали провідниками жорсткого репресивного курсу, вводили в пропаганду режиму профашистські елементи. Однак ультраправі Pyl далеко не в усьому солідаризувалися з політикою Піночета. Ідеологія «Батьківщини і свободи» сформульована в маніфесті Пабло Родрігеса (весна 1971 роки) ґрунтувалася на революційному націоналізмі і корпоративізмі, включала помітні колективістські і антикапіталистичні елементи. «Батьківщина і свобода» домагалася поширення корпоративної власності працівників і «функціональної демократії» — створення корпоративних органів державного управління. Це входило в протиріччя з принципами військової диктатури і  неоліберальної  економічної політики Піночета.
Деякі лідери Pyl дозволяли собі критичні висловлювання щодо політики військових властей. Вони засуджували економічний лібералізм, однозначну орієнтацію на приватний капітал, відкриття чилійської економіки для іноземного проникнення. На репресії ультраправі не наразилися, зате були відсторонені від участі в ухваленні державних рішень та виведені з політики. Нарис історії «Батьківщини та Свободи», написаний видатним діячем цієї організації Мануелем Вендлінгом з націонал-корпоративістських позицій, був заборонений військовою цензурою. Ідеологічні розбіжності були настільки істотні, що ксерокопійовані екземпляри вилучалися поліцією, а Вендлінг був попереджений про можливий арешт.
Командувач  чилійськими ВВС Густаво Лі Гусман, найбільш близький за поглядами до Pyl, був виведений зі складу хунти. Ідеологія режиму ґрунтувалася на правоконсервативній концепції греміалізму (гільдізму), розробленої колишнім членом Pyl  Хайме Гусманом Еррасуріс. Позиції Хайме Гусмана були частково близькі до Pyl (схожість визначалася католицькою соціальною доктриною), але категорично відкидали крайнощі фашистського корпоративізму.
Зі свого боку, ультраправі звинувачували Гусмана Еррасуріса і самого Піночета в здійсненні антинаціональної політики, орієнтації на «економічні групи, які привласнили ресурси Чилі». Рішучим противником режиму став Роберто Тіємо, який називає Піночета «зрадником націоналізму».

## Після повернення до конституційних порядків
У демократичній Чилі ультраправі перетворилися в маргінальний політичний сектор. Їх активність зводиться до вуличного хуліганства на кшталт «скінхедівського». Правоконсервативні сили в країні впливові, але не схильні до радикалізму. Колишні лідери відійшли від політики Pyl, хоча елементи ідеології «Батьківщини та Свободи» проглядаються в програмах Незалежного демократичного союзу і  Альянсу за Чилі.
У середині 2000-х років чилійська влада відновила розслідування  терактів, скоєних бойовиками «Батьківщини і свободи». Був притягнутий до відповідальності оперативний керівник воєнізованої структури Pyl Роберто Тіємо, однак справа не була доведена до суду. У 2005 році був заарештований колишній бойовик Pyl Хуан Патрісіо Касерес, звинувачений у викраденні і вбивстві прихильника Альєнде 16 вересня 1973 року.
У грудні 2006 ветерани «Батьківщини та Свободи» разом із прихильниками здійснили масову акцію, з'явившись віддати останню шану померлому генералу Піночету.
Влітку 2011 року Роберто Тіємо у спеціальній заяві солідаризувався з протестними виступами студентів проти правоконсервативного уряду Себастьяна Піньєри.

«Як колишній націоналістичний лідер і громадянин нашої країни оголошую про повну підтримку соціального руху. Переконаний, що громадяни, обізнані зі своїми демократичними правами, доб'ються рівності, справедливості і справжнього розвитку. Той, хто намагається приписати „Батьківщині та Свободі“ темні реакційні цілі, не заслуговує звання вільного націоналіста.»

Роберто Тіємо